# Colombia International 2010
Die Colombia International 2010 im Badminton fanden vom 16. bis zum 19. September  2010 in Bogotá statt.

## Sieger und Platzierte
| Disziplin    | Gold                            | Silber                           | Bronze                              |
| ------------ | ------------------------------- | -------------------------------- | ----------------------------------- |
| Herreneinzel | Rodrigo Pacheco                 | Hugo Arthuso                     | Alistair Casey                      |
| Herreneinzel | Rodrigo Pacheco                 | Hugo Arthuso                     | Bruno Monteverde                    |
| Dameneinzel  | Claudia Rivero                  | Cristina Aicardi                 | Katherine Winder                    |
| Dameneinzel  | Claudia Rivero                  | Cristina Aicardi                 | Alejandra Monteverde                |
| Herrendoppel | Pablo Aguilar Bruno Monteverde  | Alistair Casey Mathew Fogarty    | Antonio de Vinatea Martín del Valle |
| Herrendoppel | Pablo Aguilar Bruno Monteverde  | Alistair Casey Mathew Fogarty    | Lucas Alves Hugo Arthuso            |
| Damendoppel  | Cristina Aicardi Claudia Rivero | Katherine Winder Claudia Zornoza | Camila Macaya Natalia Villegas      |
| Damendoppel  | Cristina Aicardi Claudia Rivero | Katherine Winder Claudia Zornoza | Thayse Cruz Paula Pereira           |
| Mixed        | Rodrigo Pacheco Claudia Rivero  | Mario Cuba Katherine Winder      | Cristian Araya Camila Macaya        |
| Mixed        | Rodrigo Pacheco Claudia Rivero  | Mario Cuba Katherine Winder      | Bruno Monteverde Claudia Zornoza    |